# Calichodes difoveata
Calichodes difoveata là một loài bướm đêm trong họ Geometridae.